# Karolina Olsson

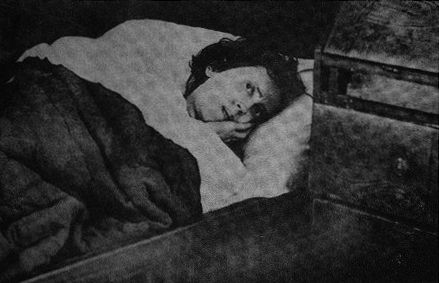
Karolia Olsson il 14 aprile 1908, pochi giorni dopo essersi riscossa dalla propria ibernazione trentennale

Karolina Olsson, soprannominata la Bella Addormentata di Oknö (Soverskan på Oknö in svedese) (Oknö, 29 ottobre 1861 – Oknö, 5 aprile 1950), è stata una donna svedese, ricordata per avere trascorso 32 anni dormendo tra il 1876 e il 1908.

## Biografia
Karolina nacque il 29 ottobre 1861 a Oknö, villaggio sull'omonima isola appartenente al comune di Mönsterås nel sud della Svezia, secondogenita ed unica femmina dei sei figli dei suoi genitori.
Inizialmente Karolina imparò a leggere e scrivere in casa istruita dalla madre, mentre l'aiutava a svolgere i lavori domestici, ma in seguito venne iscritta alla scuola locale, distante alcuni chilometri, forse anche per poter seguire le lezioni di catechismo, imprescindibile nella società luterana della Svezia del tempo.
Intorno al 18 febbraio 1876, un giorno Karolina tornò a casa con il viso gonfio e sanguinante ed un forte dolore ai denti, raccontando di essere scivolata durante il ritorno da scuola mentre attraversava un fiume ghiacciato. Il mal di denti peggiorò nei giorni seguenti, tanto che la famiglia pensò che fosse opera di una stregoneria ed il 22 febbraio i genitori la mandarono a letto. La ragazza, che al tempo aveva 14 anni, si addormentò e non si risvegliò che 32 anni dopo, il 3 aprile 1908.
I suoi genitori provarono inutilmente a svegliarla per settimane. Il padre era un pescatore e la famiglia non poteva permettersi di chiamare un dottore, così inizialmente si appoggiarono ai consigli dei vicini e di una ostetrica del villaggio, senza ottenere alcun risultato. Sua madre riusciva solo a farle scivolare in gola due bicchieri di latte ogni giorno per tenerla in vita.
Ad un certo punto gli abitanti del villaggio fecero una colletta per permettere agli Olsson di chiamare un vero dottore. Il medico diagnosticò che Karolina era in coma ed anche i suoi tentativi di scuoterla con sali da inalazione o pungendola con degli spilli di rivelarono infruttuosi. Il medico continuò a visitarla periodicamente per vari mesi e scrisse all'editore della principale rivista svedese di medicina raccontando il caso.
Nei mesi e anni successivi diversi medici arrivarono da tutto il paese per visitare Karolina Olsson e cercare di risvegliarla. Annotarono che la ragazza sembrava bloccata in uno stato di ibernazione, tanto che anche i suoi capelli e le sue unghie non crescevano. Sua madre, l'unica persona che si prendeva fisicamente cura di lei, raccontava che a volte Karolina aveva degli episodi di sonnambulismo durante i quali si sedeva sul letto con gli occhi chiusi e recitava meccanicamente delle preghiere che aveva imparato da bambina.
Nel 1892 la ragazza venne portata all'ospedale di Oskarshamn, dove tentarono inutilmente di risvegliarla tramite  elettroconvulsioni e le diagnosticarono uno stato d'isteria o una demenza paralitica (un sintomo di una fase avanzata di sifilide), prima di rimandarla a casa.
La sua famiglia a quel punto si rassegnò alla sua condizione. La madre continuò a prendersi amorevolmente cura di lei ogni giorno, facendole ingerire qualche bicchiere di latte ed acqua, finché non morì nel 1904 o 1905; a quel punto il padre dovette assumere una governante che lo aiutasse a prendersi cura della figlia. Nel 1907 morì anche uno dei suoi fratelli, annegando durante una battuta di pesca.
Il 3 aprile 1908, la governante sentì dei rumori provenire dalla stanza di Karolina ed entrandovi la trovò sveglia ed in preda ad una crisi di pianto. La donna a quel punto aveva 46 anni, era pallida, debole e magrissima, faticava a reggersi in piedi ed a guardare la luce, ma tutto sommato stava abbastanza bene.

Medici e giornali di tutta Europa s'interessarono al suo caso ed arrivarono ad Oknö per incontrarla. I medici furono sconcertati sia dal suo risveglio che dal fatto che le sue condizioni di salute erano incredibilmente buone per avere passato oltre 30 anni sdraiata in un letto. Appariva inoltre molto più giovane dei suoi effettivi 46 anni.
 
In breve tempo, Karolina riacquistò le forze e gli psichiatri che la visitarono stabilirono che le sue capacità mentali erano quelle di una ragazza adolescente, l'età che aveva quando aveva iniziato a dormire. Era in grado di leggere e scrivere e ricordava le preghiere e le altre cose imparate da bambina, ma spiegava di non avere ricordi degli anni trascorsi dormendo.
Dopo essersi svegliata, Karolina Olsson riprese una vita normale vivendo per altri 42 anni. Morì nel 1950 all'età di 88 anni per emorragia cerebrale.

## Studi e spiegazioni
Negli anni diversi medici e psichiatri hanno studiato il caso di Karolina Olsson cercando di spiegare come abbia potuto dormire così a lungo, e se la storia del suo interminabile sonno fosse vera o meno.
In particolare nel 1910 si recò a trovarla il dottor Harald Fröderström, medico e botanico svedese che aveva studiato presso diverse cliniche psichiatriche e che all'epoca lavorava come medico assistente presso l'ospedale di Stoccolma, il quale trascorse diverso tempo cercando una spiegazione al suo caso. Fröderström fu affascinato dalla donna, la quale si comportava come una ragazzina molto più giovane della sua reale età. Parlando con i suoi familiari e con la governante, Fröderström scoprì che in alcune occasioni avevano visto Karolina alzarsi dal letto e l'avevano sentita parlare, che la donna aveva avuto delle crisi di pianto nell'apprendere della morte della madre nel 1905 e di uno dei fratelli nel 1907, e che la governante trovava talvolta degli oggetti fuori posto quando rientrava nella stanza di Karolina dopo aver svolto dei lavori all'esterno della casa.
Nel 1912 il medico pubblicò un lungo resoconto intitolato "La Dormeuse D'Oknö - 21 Ans de Stupeur. Guerison Complete", nel quale raccontò che Olsson non mostrava caratteristiche fisiche anomale, ad accezione di una muscolatura poco sviluppata e di dimostrare non più di 35 anni di età. Rispondeva volentieri alle sue domande e ricordava bene la famiglia che viveva accanto alla sua abitazione e i giochi che faceva con i fratelli da ragazzina. Ricordava anche la scuola, il preside e i compagni di classe, e il giorno in cui era tornata a casa con il volto gonfio e il dolore ai denti. Se le veniva chiesto del periodo passato a letto invece si mostrava a disagio e confusa.
Lo psichiatra scartò l'idea che Olsson avesse veramente trascorso tutti quegli anni dormendo e assumendo solo due bicchieri di latte al giorno, perché in quel caso sarebbe dovuta morire di fame in breve tempo. Ipotizzò invece che, il giorno in cui era tornata a casa ferita, doveva essere stata vittima di un qualche grave trauma, forse una aggressione o degli abusi da parte di un familiare o un vicino, che l'aveva scossa così profondamente da portarla a estraniarsi dal mondo.
Secondo alcuni studiosi probabilmente la ragazza passava molte ore a letto, ma in realtà non dormiva tutto il tempo: quando restava a casa da sola con la madre - l'unica persona che si prendeva fisicamente cura di lei - mentre il padre e i fratelli erano fuori al lavoro, probabilmente si alzava, curava la propria igiene, parlava con la madre e mangiava ben più dei due bicchieri di latte. Ciò spiegherebbe anche come abbia fatto a sopravvivere per tutti quegli anni senza morire di fame, e il fatto che perse peso soprattutto in seguito alla morte della madre, quando era rimasta ad occuparsi di lei la governante che non le forniva quindi del cibo ulteriore di nascosto.
È possibile che Karolina avesse sviluppato un rapporto simbiotico con la madre e una dipendenza dalle sue cure, esacerbando la propria condizione, e che a sua volta la madre la spingesse a passare le giornate a letto per potersi prendere cura di lei e proteggerla dal mondo esterno.